# Партия правового порядка
Па́ртия правово́го поря́дка (сокращённо ППП) — политическая партия Российской империи.
Партия представляла интересы крупных предпринимателей и землевладельцев в России в 1905 году. Требовала «правового порядка» (конституции), сильной монархической власти, единства и неделимости России.
В феврале 1906 году представители левого крыла «правопорядцев» образовали собственную партию — Конституционно-монархический союз (КМС).
В 1906-1907 года ППП распалась: часть примкнула к октябристам, часть перешла в лагерь черносотенцев.

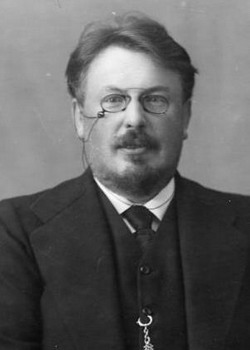
Анатолий Савенко, основатель и председатель